# Mosannona pachiteae
Mosannona pachiteae är en kirimojaväxtart som först beskrevs av D. R. Simpson, och fick sitt nu gällande namn av Laurentius 'Lars' Willem Chatrou. Mosannona pachiteae ingår i släktet Mosannona och familjen kirimojaväxter. IUCN kategoriserar arten globalt som sårbar. Inga underarter finns listade i Catalogue of Life.